# Christian Astrup
Christian Astrup (født 31. december 1909, død 30. maj 1983) var en norsk økonom, politiker i Nasjonal Samling, amtmand i Bergen og Hordaland 1941–1944. Han fungerede som Norges socialminister fra 8. oktober 1944 til 8. maj 1945. Som socialminister indførte han loven om børnetilskud i Norge i december 1944.
Astrup var uddannet cand.oecon. Han sluttede sig til Nasjonal Samling, hvor han markerede sig som tilhænger af en socialradikal politik. Astrup var NS' propagandaleder i Hedmark fra efteråret 1940 til foråret 1941. Han var desuden også amtmand i Bergen og Hordaland fra efteråret 1941 til 1. juni 1944. Han var rigsbefuldmægtiget for den nationale arbejdsindsats fra 1. juni 1944, og fungerende statsråd og chef for Socialdepartementet fra oktober 1944.
Han var gift med Else Johanne Marie Prytz, datter til Frederik Prytz. 